# Guy Drut
« Drut » redirige ici. Pour les autres significations, voir Drut (homonymie).
Guy Drut, né le 6 décembre 1950 à Oignies (Pas-de-Calais), est un athlète et homme politique français.
Vice-champion olympique en 1972 et champion d'Europe en 1974, il obtient le plus grand succès de sa carrière en 1976 à Montréal en devenant champion olympique du 110 mètres haies. Champion de France à treize reprises, il a également détenu le record du monde du 110 mètres haies en 1975 (13"1 le 23 juillet 1975 à Saint-Maur et 13"0 le 22 août 1975 à Berlin). Il est le dernier détenteur d'un record du monde avec chronométrage manuel.
Il est élu député RPR de la cinquième circonscription de Seine-et-Marne de 1986 à 1995, puis de nouveau de 1997 à 2007 sous l'étiquette UMP. Chargé des sports à la Mairie de Paris de 1985 à 1989, il est maire de Coulommiers de 1992 à 2008. En mai 1995, il est nommé ministre de la Jeunesse et des Sports dans le gouvernement Alain Juppé, fonction qu'il exerce jusqu'en juin 1997.
En 2005 il est condamné à 15 mois de prison avec sursis et 50 000 euros d'amende pour un emploi fictif dans le cadre de l'affaire des marchés publics d'Île-de-France. Il est amnistié en mai 2006 par le président Jacques Chirac.
Il est membre du Comité international olympique depuis 1996.

## Biographie
Né dans la même rue que Michel Jazy, à Oignies dans le Pas-de-Calais, il est issu d'un milieu modeste. Il est le fils de Jacques Drut (1926-1978) et de Jacqueline Wigley (1930-2018).

## Carrière sportive

### Débuts
Son premier entraîneur d'athlétisme à l'Étoile Oignies, Pierre Legrain, ancien détenteur du record de France du lancer du marteau, le convainc de se diriger vers des disciplines techniques, telles les courses de haies, le saut à la perche et le décathlon. Auteur de 4,20 m au saut à la perche à seize ans, il est remarqué par le Directeur technique national, Robert Bobin, au cours des Championnats juniors et cadets de 1966.

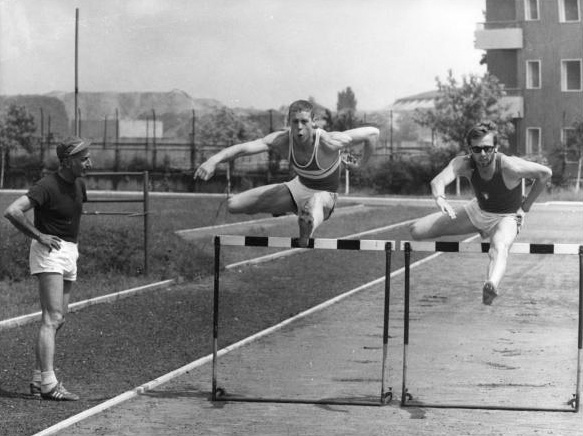
Guy Drut et Eddy Ottoz en 1969 à Brescia avec leur entraineur, Sandro Calvesi.

Crédité de 15 s 2 sur 110 m haies en 1966, il réalise 14 s 1 en juillet 1968, soit la meilleure performance française des juniors (le terme "record" n'est alors pas encore usité pour cette catégorie d'âge) lors du match France-Union soviétique disputé à Dole et remporté par les tricolores par 211 points à 177 ; durant cette même rencontre Guy Drut sort également vainqueur du saut à la perche en améliorant la meilleure performance des juniors français avec un saut à 4,71 mètres. L'année suivante, en 1969, Drut délaisse le saut à la perche et le décathlon pour se consacrer définitivement au 110 mètres haies. Il prend conseil et s'entraîne auprès de l'Italien Sandro Calvesi (en), considéré comme l'un des meilleurs techniciens des haies en Europe, et a pour partenaire d'entraînement à Brescia l'Italien Eddy Ottoz, champion d'Europe et médaillé olympique. En 1969 à Paris, à dix-neuf ans, il égale en 13 s 7 le record de France senior du 110 haies co-détenu par Marcel Duriez et Pierre Schoebel. Il dispute sa première grande compétition internationale, les championnats d'Europe 1969 à Athènes, et termine au pied du podium du 110 m haies.
En 1970, à Vienne en Autriche, Guy Drut remporte sa première médaille lors d'un championnat continental en terminant troisième du 60 m haies des championnats d'Europe en salle. Vainqueur de la coupe d'Europe des nations 1970, il décroche son premier titre de champion de France, à Colombes, où il porte son record de France à 13 s 6. Le 1er août 1970, à Zurich, il porte son propre record de France à 13 s 3. L'année suivante, il remporte la médaille d'or des Jeux méditerranéens de 1971.

### Vice-champion olympique, champion d'Europe, records d'Europe et du monde

Guy Drut en 1972.

En 1972, il remporte sur 50 mètres haies son premier titre européen à l'occasion des championnats d'Europe en salle disputés à Grenoble. Vainqueur des championnats de France 1972, il participe à une tournée estivale aux États-Unis mais se blesse en finale des championnats de l'AAU, à Seattle. Remis de ses blessures, il est sélectionné dans l'équipe de France pour participer aux Jeux olympiques de 1972, les premiers de sa carrière, qui se déroulent en septembre 1972 à Munich, en République fédérale d'Allemagne. Il se qualifie pour la finale mais hérite du couloir extérieur. Après un départ moyen, il accélère franchement dans le dernier tiers de l'épreuve et termine deuxième de l'épreuve en 13 s 34 (record d'Europe électronique) devancé d'un dixième de seconde par le favori, l'Américain Rod Milburn, qui établit un nouveau record du monde. Drut établit pour sa part un nouveau record d'Europe. En 1973, il remporte son premier titre national en salle sur 60 mètres haies, ainsi que la coupe d'Europe des nations à Édimbourg. Il obtient par ailleurs un nouveau titre national en plein air sur 110 m haies.
Le 1er septembre 1973, il épouse Brigitte Bonnel avec qui il aura une fille Élodie née en 1979.
Le 3 juin 1974, au stade Charléty de Paris au cours des championnats universitaires, Guy Drut égale en 13 s 2 le vieux record d'Europe du 110 m haies (manuel) détenu depuis 1959 par l'Allemand Martin Lauer. Favori des championnats d'Europe en plein air se déroulant en septembre 1974 à Rome, il remporte la médaille d'or en s'imposant dans le temps de 13 s 40 devant les frères polonais Mirosław et Leszek Wodzyński. Plus tôt dans la saison, il avait obtenu son cinquième titre national en plein air sur 110 m haies, son troisième titre national en salle, sur 60 m haies et au saut à la perche, discipline qu'il avait délaissée depuis plusieurs années. Il réalise ses meilleures performances chronométriques lors de la saison 1975. Le 29 juin, lors des championnats de France de Saint-Étienne, il remporte le titre national et améliore son propre record d'Europe (chronométrage électronique), en 13 s 28. Puis, le 23 juillet 1975, à Saint-Maur-des-Fossés, il améliore son propre record d'Europe (chronométrage manuel) et égale par la même occasion le record du monde détenu depuis 1973 par Rod Milburn, en 13 s 1. Vainqueur pour la troisième fois de sa carrière de la coupe d'Europe des nations à Nice, il s'illustre le 22 août 1975 à Berlin en devenant le seul détenteur du record du monde avec 13 s 0,.

### Titre olympique à Montréal
Auteur de 13 s 1 en début de saison 1976 et vainqueur de son septième titre national en plein air à Villeneuve-d'Ascq, Guy Drut est victime d'une élongation à quelques semaines du début des Jeux olympiques, mais il parvient finalement à se rétablir pour cette échéance. À Montréal, il termine troisième de sa série en 14 s 04, puis deux jours plus tard, deuxième de sa demi-finale en 13 s 49, derrière le Cubain Alejandro Casañas. Quelques heures plus tard, en finale, placé au couloir 5, il prend un bon départ et se hisse en tête à la mi-course, à la hauteur d'Alejandro Casañas, de l'Américain Willie Davenport et de l'Est-Allemand Thomas Munkelt. Il accroît son avance sur ses concurrents et remporte la course en 13 s 30, juste devant Alejandro Casañas (13 s 33) et Willie Davenport (13 s 38). Premier Européen champion olympique de la discipline, et premier non-Américain à s'imposer depuis 1928, Drut rejoint Colette Besson au palmarès des champions olympiques français en athlétisme. Des déclarations à sensation mettant en cause tout le système aboutissent à l'ouverture d'une enquête de la Fédération française d'athlétisme, à l'issue de laquelle l'IAAF décide de sa radiation. Il conserve néanmoins sa médaille d'or olympique.
Après un arrêt dans sa carrière amateur pour raison financière, il revient pour obtenir son huitième titre national en plein air en 1980 et son cinquième titre national en salle en 1981. Pour la dernière compétition internationale de sa carrière, les championnats d'Europe en salle 1981 à Grenoble, il décroche la médaille de bronze sur 50 m haies, onze ans après celle obtenue en Autriche.
Le 7 décembre 1984, il épouse en secondes noces Véronique Hardy qui lui donnera une fille, Lucie, en 1985.

## Carrière politique
Député de Seine-et-Marne pour RPR à compter de 1986, puis maire de Coulommiers de 1992 à 2008, Guy Drut est un proche de Jacques Chirac, Premier ministre, maire de Paris, puis président de la République. Celui-ci l'emploie comme chargé de mission sport auprès du premier ministre en 1975-1976, puis comme adjoint aux sports de la ville de Paris de 1985 à 1989, puis il est ministre de la Jeunesse et des Sports du gouvernement Alain Juppé de novembre 1995 à mai 1997.
De 1989 à 1992, il est député, mais devient salarié de la Générale des Eaux, ce qui lui vaudra par la suite des poursuites judiciaires, puis est élu maire de Coulommiers en 1992.
Il est élu député UMP le 16 juin 2002, pour la XIIe législature (2002-2007), dans la cinquième circonscription de Seine-et-Marne, qui recouvre en partie la ville de Meaux. À la suite de la grâce présidentielle dont il bénéficie, il renonce à se présenter aux élections législatives de 2007.
Le 16 novembre 2007, il est annoncé candidat à la présidence de l'agence mondiale antidopage. En décembre 2007, il annonce qu'il ne se représentera pas aux élections municipales à Coulommiers. Le 27 février 2008, il annonce sa démission, effective le 29 février, de la mairie de Coulommiers pour dénoncer la trahison remontant à décembre de certains de ses colistiers aux municipales, dont principalement Franck Riester.
Aux élections municipales de 2020 il est élu conseiller municipal sur la liste du maire LR sortant Patrick Ollier à Rueil-Malmaison (Hauts-de-Seine), qui obtient 50,10 % des voix au second tour.

## Comité international olympique
Guy Drut est membre du comité international olympique depuis 1996.
Il a été suspendu le 9 décembre 2005 par la commission d'éthique du CIO de ses droits et fonctions à la suite de la condamnation judiciaire dont il a écopé en octobre 2005. Selon Henri Sérandour, président du Comité olympique français, sa présence lors de la candidature de Paris aux Jeux olympiques d'été de 2012 aurait « un peu pesé » sur l'échec de la candidature. Suspendu à titre provisoire de ses fonctions au CIO jusqu'au 31 mai 2006, Guy Drut risquait de perdre définitivement son poste après cette date. L'amnistie personnelle dont il a bénéficié lui « permet de reprendre sa place au sein de cet organisme afin d'y poursuivre son action dans l'intérêt du sport olympique et de la France », comme l'a précisé le ministre de la Justice, Pascal Clément.
Il participe à l'organisation de la campagne de soutien à la candidature de Paris aux Jeux olympiques d'été de 2024.
Administrateur du Comité international olympique et Comité d’organisation des Jeux olympiques et paralympiques de 2024, l’ancien ministre des sports Guy Drut apporte le 18 juin 2024 son soutien à l'alliance entre Les Républicains et le Rassemblement national pour les législatives anticipées de juin et juillet 2024, quelques semaines avant l'ouverture des JOP,.

## Engagement philosophique
Guy Drut n'a jamais fait mystère de son appartenance à la franc-maçonnerie, au sein de la Grande Loge nationale française,.

## Affaires judiciaires

### Financement illégal du RPR
Dans le cadre de l'enquête sur le financement illégal du RPR et de l'affaire des marchés publics d'Île-de-France, Guy Drut a été condamné à 15 mois de prison avec sursis et 50 000 euros d'amende. Il n'a pas fait appel de la décision judiciaire et a préféré solliciter l'amnistie du président de la République Jacques Chirac.
Guy Drut a été amnistié à titre individuel pour cette condamnation par un décret du président Jacques Chirac, non publié au Journal officiel, du 25 mai 2006. La présidence de la République a pris cette mesure « en application de la loi de 2002 qui le prévoit pour les personnes ayant rendu des services à la nation, notamment dans le domaine sportif ». Cette amnistie a, d'ailleurs, immédiatement suscité une levée de boucliers à gauche et au centre. Le numéro un du PS de l'époque, François Hollande, y voit « une énième désinvolture » de Jacques Chirac et suggère d'« en finir avec ce privilège d'un autre âge », tandis que Jack Lang a fustigé « un gouvernement de copains et de coquins ».

### Procès de l'affaire des marchés publics d’Île-de-France
En octobre 2005, Guy Drut fut jugé avec 46 autres personnes dans le procès du système de corruption au profit de plusieurs partis politiques, en marge des marchés de construction et de rénovation de lycées en Île-de-France (affaire des marchés publics d'Île-de-France).

### SAR
Guy Drut était également actionnaire d'une autre entreprise de BTP, la SAR de Francis Poullain, dont le redressement fiscal fut à l'origine de l'affaire des HLM de Paris. Il a ainsi obtenu 2,5 millions de francs au titre de ses dividendes en quatre ans.

## Palmarès

### International
| Date | Compétition                    | Lieu      | Résultat | Épreuve     | Temps   |
| ---- | ------------------------------ | --------- | -------- | ----------- | ------- |
| 1969 | Championnats d'Europe          | Athènes   | 4e       | 110 m haies | 14 s 08 |
| 1970 | Championnats d'Europe en salle | Vienne    | 3e       | 60 m haies  | 7 s 8   |
| 1970 | Coupe d'Europe des nations     | Budapest  | 1er      | 110 m haies | 13 s 7  |
| 1971 | Jeux méditerranéens            | Izmir     | 1er      | 110 m haies | 13 s 7  |
| 1972 | Championnats d'Europe en salle | Grenoble  | 3e       | 50 m haies  | 6 s 51  |
| 1972 | Jeux olympiques                | Munich    | 2e       | 110 m haies | 13 s 34 |
| 1973 | Championnats d'Europe en salle | Rotterdam | 6e       | 60 m haies  | 9 s 22  |
| 1973 | Coupe d'Europe des nations     | Édimbourg | 1er      | 110 m haies | 13 s 70 |
| 1974 | Championnats d'Europe          | Rome      | 1er      | 110 m haies | 13 s 40 |
| 1975 | Coupe d'Europe des nations     | Nice      | 1er      | 110 m haies | 13 s 57 |
| 1976 | Jeux olympiques                | Montréal  | 1er      | 110 m haies | 13 s 30 |
| 1981 | Championnats d'Europe en salle | Grenoble  | 3e       | 50 m haies  | 6 s 54  |

### National
- Championnat de France : vainqueur du 110 m haies en 1970, 1971, 1972, 1973, 1974, 1975, 1976 et 1980
- Championnat de France en salle : vainqueur du 60 m haies en 1973, 1974 et 1975 ; du 50 m haies en 1981 ; du saut à la perche en 1974
- Championnat de France universitaires ASSU : vainqueur du 110 haies en 13 s 4 en 1975
- Championnat des États-Unis : 1er en 1976[25]

## Records
- Record du monde du 110 mètres haies à deux reprises : 13 s 1 le 23 juillet 1975 à Saint-Maur-des-Fossés puis 13 s 0 le 22 août 1975 à Berlin-Ouest
- Record d'Europe du 110 m haies à cinq reprises, trois au chronométrage manuel en 1974 (2 s) et 1975 (13 s 1 puis 13 s 0), et deux au chronométrage électronique en 1972 (13 s 34) et 1975 (13 s 28)
- Record de France du 110 m haies à huit reprises de 1969 à 1975
- Record de France du 60 mètres haies à trois reprises de 1973 à 1981
- Record de France du 50 m haies en salle : 6 s 51 en 1972
- Record de France junior du 110 m haies en 1968 et 1969

| Épreuve          | Performance | Lieu         | Date            |
| ---------------- | ----------- | ------------ | --------------- |
| 50 m haies       | 6 s 51      | Grenoble     | 12 mars 1972    |
| 60 m haies       | 7 s 69      | Turin        | 28 janvier 1981 |
| 110 m haies      | 13 s        | Berlin-Ouest | 22 août 1975    |
| Saut à la perche | 5,20 m      | Paris        | 23 mars 1972    |
| Décathlon        | 7 424 pts   | Lille        | 10 mai 1970     |

## Distinctions
- Chevalier de la Légion d'honneur ;
- Officier de l'ordre national du Mérite ;
- Médaille de la jeunesse, des sports et de l'engagement associatif, or ;
- Nommé Champion des champions français L'Équipe en 1974, 1975 et 1976.
- Lauréat du Prix Henri Deutsch de la Meurthe de l'Académie des sports en 1972, récompensant un fait sportif pouvant entraîner un progrès matériel, scientifique ou moral pour l’humanité.
- Lauréat du Prix François Lafon du meilleur jeune espoir sportif français, déjà par l'Académie des sports en 1970.

## Divers

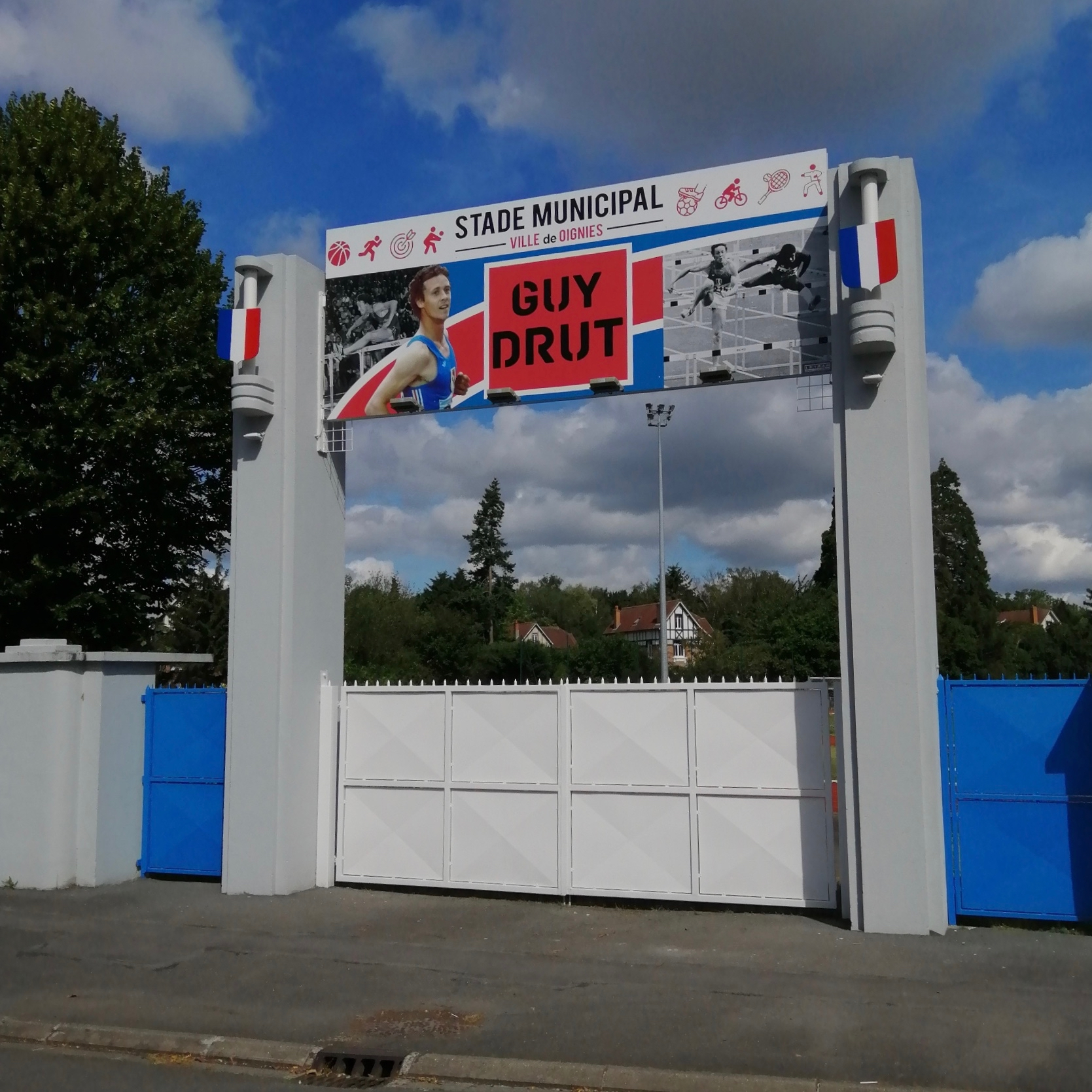
Entrée du stade municipal à Oignies.

Guy Drut a inauguré en 2004 un complexe sportif à son nom à Saint-Cyr-sur-Loire (Indre-et-Loire).
Le 7 septembre 2019, le stade municipal d'Oignies, stade de son enfance, est baptisé stade municipal Guy-Drut. D'autres complexes portent son nom : Complexe Guy-Drut de Roncq (Nord), Espace Guy-Drut à La Bassée (Nord), Gymnase Espace Guy-Drut à Pérenchies (Nord), Espace Guy-Drut à Émerainville (Seine-et-Marne), Stade d'athlétisme Guy-Drut à Saint-Witz (Val-d'Oise), piste d'athlétisme Guy-Drut à Villers-Bretonneux (Somme).
Il est membre de l'Académie des sports.